# SN 1940D
SN 1940D – supernowa odkryta 25 lipca 1940 roku w galaktyce NGC 4545. W momencie odkrycia miała maksymalną jasność 15,00m.